# Belarusiska
Belarusiska (беларуская мова/belaruskaja mova), eller traditionellt vitryska, är ett östslaviskt språk som talas främst i Belarus. Totalt har det cirka 3,31 miljoner talare, varav 2,22 miljoner i Belarus, övriga främst i Ryssland (299 000), Ukraina (53 000), Polen (50 000), Litauen (29 000), Lettland (18 000), Kazakstan (11 000) och Uzbekistan (11 000).
Språkrådet rekommenderar att man benämner språket belarusiska, att jämföra med den äldre benämningen vitryska.

## Historia

### Fram till 1800-talet
Belarusiskans historia kan spåras tillbaka till storfurstendömet Litauen på 1100-talet, då en föregångare till belarusiskan, kanslirutenska, användes som officiellt språk av statsmakten. Boktryckaren och humanisten Frantsysk Skaryna lade grunden för det belarusiska språket med sina bibelöversättningar på 1500-talet. Efter det att Polsk-litauiska samväldet ombildades till en realunion 1569 ökade polskans och latinets betydelse och stora delar av aristokratin övergick till att tala polska, medan belarusiskan överlevde på landsbygden.
Efter Polens delning 1795 införlivade Kejsardömet Ryssland de vitrysktalande områdena i Polen-Litauen som kom att utgöra guvernementen Grodno, Minsk, Mogiljov, Vitebsk och Vilna. De ryska myndigheterna uppmuntrade användning av ryska och förbjöd periodvis användning av det belarusiska språket, som kom att främst talas på landsbygden, medan större delen av stadsbefolkningen talade ryska, polska eller jiddisch.
Under slutet av 1800-talet uppstod en vitrysk nationell rörelse som strävade efter att främja det belarusiska språket och författare som Frantsisjak Bahusjevitj försökte skapa en litteratur på det belarusiska språket, något som de tsarryska myndigheterna motarbetade. 1859 utfärdades ett förbud mot att trycka det belarusiska språket i latinsk skrift och språket fick inte användas inom skolorna.

### 1900-talet, sovjettiden
Under början på 1900-talet inleddes vad som brukar kallas det "belarusiska återuppvaknandet", som dateras från cirka 1903 till 1921. 1905 hävdes förbudet mot att trycka böcker med latinsk skrift och följande år uppstod tidskriften Naša niva, där författare som Jakub Kolas och Janka Kupala lade grunden för en modern vitrysk litteratur.
Efter ryska revolutionen 1917 fick det belarusiska språket ytterligare utrymme i offentligheten. 1918 genomförde Branislaŭ Tarasjkevitj en stavningsreform, ofta kallad tarasjkevitsa, som standardiserade det belarusiska språket. I Vitryska SSR blev belarusiska ett av de fyra officiella språken (de andra tre var ryska, polska och jiddisch), och fler belarusiska författare fick möjlighet att publicera sina verk.
Under 1930-talet inledde de sovjetiska myndigheterna en kampanj för att undertrycka belarusiskan och 1933 genomfördes en kontroversiell stavningsreform som förde belarusiskan närmare rysk stavning. Andra världskriget slog också hårt mot Vitryska SSR, som förlorade hälften av sin befolkning. I samband med avstaliniseringen kunde romanförfattare som Vasil Bykov publicera verk på belarusiska, men under återstoden av den sovjetiska eran blev ryska språket i praktiken allenarådande som prestigespråk i Vitryska SSR.

### Efter självständigheten
Efter att Belarus utropade självständighet 1991 blev belarusiskan landets enda officiella språk, men detta beslut revs upp i en omstridd folkomröstning 1995, som erkände ryska som officiellt språk tillsammans med belarusiska. I praktiken fungerar ryska som främsta kommunikationsmedel i Belarus medan belarusiska endast talas av en minoritet av befolkningen. I folkräkningen år 2009 uppgav 60% att de hade belarusiska som modersmål. Den vanligast förekommande formen är trasianka, en lantlig blandform mellan ryska och belarusiska som är vanligt förekommande hos landsortsbefolkningen. Ren belarusiska talas främst av begränsade grupper nationalister och/eller akademiker. I städerna dominerar ryskan totalt i alla samhällsskikt.
I Belarus är både ryska och belarusiska officiella språk, men det belarusiska språket har endast en ceremoniell betydelse i det offentliga livet. Alla barn läser belarusiska i skolan men har därefter i allmänhet ingen användning för språket. Inom kultursfären finns några tidskrifter på belarusiska men utgivningen av nya litterära verk är föremål för skarp statlig censur. Gatuskyltarna i Belarus är på belarusiska och i andra officiella sammanhang är det vanligt att det "för syns skull" förekommer olika belarusiska texter. I praktiken är emellertid språket förtryckt och användning utanför statlig kontroll betraktas med misstänksamhet av statens företrädare.
En stavningsreform av det officiella belarusiska språket beslutades 23 juli 2008 och trädde i kraft 1 september 2010, som i vissa ord gör stavningen mer lik Tarasjkevitjs system.

## Beskrivning
Språket är östslaviskt liksom ryskan och ukrainskan, men har även påverkats kraftigt av den västslaviska polskan, särskilt i ordförrådet. Bland fonologiska skillnader mot ryskan märks att <г> (transkriberas g från ryska, h från belarusiska) uttalas som en frikativa, /ɣ/, samt att ryska /t/ och /d/ framför muljerande vokaler motsvaras av affrikatorna /ts/ och /dz/.
För att uttrycka belarusiskan i skrift används vanligen en variant av det kyrilliska alfabetet med 32 skrivtecken: 22 för konsonanter och 10 för vokaler samt apostrof, <'>. Det finns även en variant av det latinska alfabetet för belarusiska, kallad łacinka. Även detta har 32 skrivtecken, men bland dessa är 26 konsonantbeteckningar och bara 6 vokalbeteckningar. Det latinska alfabetet är inte så populärt i dag, och det stora flertalet använder kyrilliska, som är officiellt. Till skillnad från i ryskan återspeglas de reducerade vokalerna i den belarusiska ortografin.

## Skrift
I svart fetstil nedan står teckenmotsvarigheterna i svensk text. Standarden följer den huvudmodell som används av EU:s centrala översättarkår.

### Belarusiska kyrilliska alfabetet
| А а a  | Б б b  | В в v  | Г г h | Д д d | Е е e, je | Ё ё jo   | Ж ж zj   | З з z | І і i       | Й й j | К к k  |
| ------ | ------ | ------ | ----- | ----- | --------- | -------- | -------- | ----- | ----------- | ----- | ------ |
| /a/    | /b/    | /v/    | /ɣ/   | /d/   | /je, ʲe/  | /jo, ʲo/ | /ʒ/      | /z/   | /i, ʲi, ji/ | /j/   | /k/    |
| Л л l  | М м m  | Н н n  | О о o | П п p | Р р r     | С с s    | Т т t    | У у u | Ў ў u (ŭ)   | Ф ф f | Х х ch |
| /l/    | /m/    | /n/    | /o/   | /p/   | /r/       | /s/      | /t/      | /u/   | /w/         | /f/   | /x/    |
| Ц ц ts | Ч ч tj | Ш ш sj | Ы ы y | Ь ь   | Э э e     | Ю ю ju   | Я я ja   | '     |             |       |        |
| /ts/   | /tʃ/   | /ʃ/    | /ɪ/   | /ʲ/   | /e/       | /ju, ʲu/ | /ja, ʲa/ | –     |             |       |        |

### Łacinka, belarusiska latinska alfabetet
| A a | B b   | C c  | Ć ć  | Č č  | D d  | DZ dz | DŹ dź | DŽ dž | E e | F f | G g |
| --- | ----- | ---- | ---- | ---- | ---- | ----- | ----- | ----- | --- | --- | --- |
| /a/ | /b/   | /ts/ | /tɕ/ | /tʃ/ | /d/  | /dz/  | /dʑ/  | /dʒ/  | /e/ | /f/ | /g/ |
| H h | CH ch | I i  | J j  | K k  | L l  | Ł ł   | M m   | N n   | Ń ń | O o | P p |
| /ɣ/ | /x/   | /i/  | /j/  | /k/  | /lʲ/ | /l/   | /m/   | /n/   | /ɲ/ | /o/ | /p/ |
| R r | S s   | Ś ś  | Š š  | T t  | U u  | Ŭ ŭ   | V v   | Y y   | Z z | Ź ź | Ž ž |
| /r/ | /s/   | /ɕ/  | /ʃ/  | /t/  | /ʊ/  | /w/   | /v/   | /ɪ/   | /z/ | /ʑ/ | /ʒ/ |